# خواب خاک
خواب خاک فیلمی به کارگردانی سپیده فارسی و نویسندگی فارسی و جواد جواهری محصول سال ۱۳۸۲ است.

## بازیگران
- رویا نونهالی
- حسین محجوب
- مهدی مرعشی
- محسن سلمانی زاده